# C++/CLI
C++/CLI — язык для среды программирования Microsoft .NET. Он интегрирует C++ стандарта ISO с Объединённой системой типов (Unified Type System, UTS), рассматриваемой как часть общеязыковой инфраструктуры (Common Language Infrastructure, CLI). Он поддерживает и исходный уровень, и функциональную совместимость исполняемых файлов, скомпилированных с родного и управляемого C++.
C++/CLI представляет собой дальнейшее развитие Managed C++. C++/CLI стандартизирован в ECMA как ECMA-372.

Доступен в Microsoft Visual Studio начиная с версии 2005.
Примечание: В Visual Studio 2010 отсутствует IntelliSense для C++/CLI. Причину разработчики не огласили, однако предложили временное решение для смешанных проектов C++ и C++/CLI. Для первых файлов нужно не указывать при компиляции в свойствах проекта /clr: nostdlib. Данный баг исправлен в Visual Studio 2012